# Falkenhof-Gletscher
Der Falkenhof-Gletscher ist ein 11 km langer Gletscher in der antarktischen Ross Dependency. Im Königin-Maud-Gebirge fließt er aus der Umgebung des Tricorn Mountain in westlicher Richtung zum Snakeskin-Gletscher, den er nordwestlich des Mount Clarke erreicht.
Das Advisory Committee on Antarctic Names benannte ihn 1966 nach Jack Jerome Falkenhof (* 1931), Meteorologe des United States Antarctic Research Program auf der Amundsen-Scott-Südpolstation im Jahr 1963.